# Pullback
En matemàtiques, el concepte de pullback té diferents significats segons sigui el context. Els principals són:
- Entre conjunts: Donats dos mapatges {\displaystyle f\colon X\to Y} i {\displaystyle g\colon Y\to Z} la composició {\displaystyle g\cdot f\colon X\to Z} pot considerar-se com el pullback de {\displaystyle g} sota {\displaystyle f}, i s'escriu simbòlicament {\displaystyle f^{*}(g)=g\cdot f}

- En l'àlgebra multilineal, donada una transformació lineal {\displaystyle L\colon V\to W} entre dos espais vectorials {\displaystyle V} i {\displaystyle W}, i un funcional lineal {\displaystyle f\colon W\to \mathbb {R} } llavors {\displaystyle L\cdot f\colon V\to \mathbb {R} } és un nou funcional lineal; d'aquesta manera es construeix el pullback {\displaystyle L^{*}(f)=L\cdot f} de {\displaystyle f\,}. Aquesta idea es generalitza per a una aplicació k-multilineal {\displaystyle f\colon W\otimes \cdots \otimes W\to \mathbb {R} } i {\displaystyle L\colon V\to W} lineal, llavors es pot fer el pullback {\displaystyle L^{*}(f)\colon V\otimes \cdots \otimes V\to \mathbb {R} } mitjançant l'artifici

{\displaystyle L^{*}(f)(v_{1}...,v_{k})=f(Lv_{1}...,Lv_{k})\,}

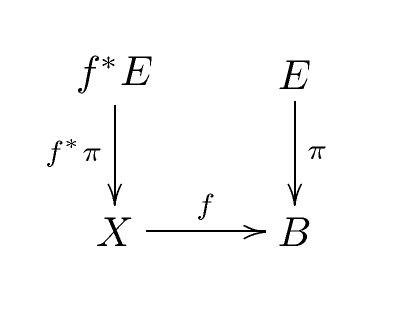
Pullback del feix fibrós

- En els fibrosos: donat un fibrós {\displaystyle F\subset E\to B} amb projecció {\displaystyle \pi } i un mapatge continu {\displaystyle f\colon X\to B} es pot construir un nou fibrós (anomenat el pullback d'E) {\displaystyle F\subset f^{*}E\to X} mitjançant

{\displaystyle f^{*}E=\{(x,e)\in X\times E\colon f(x)=\pi (e)\}}